# Selago mediocris
Selago mediocris är en flenörtsväxtart som beskrevs av O.M. Hilliard. Selago mediocris ingår i släktet Selago och familjen flenörtsväxter. Inga underarter finns listade i Catalogue of Life.